# Dataísmo

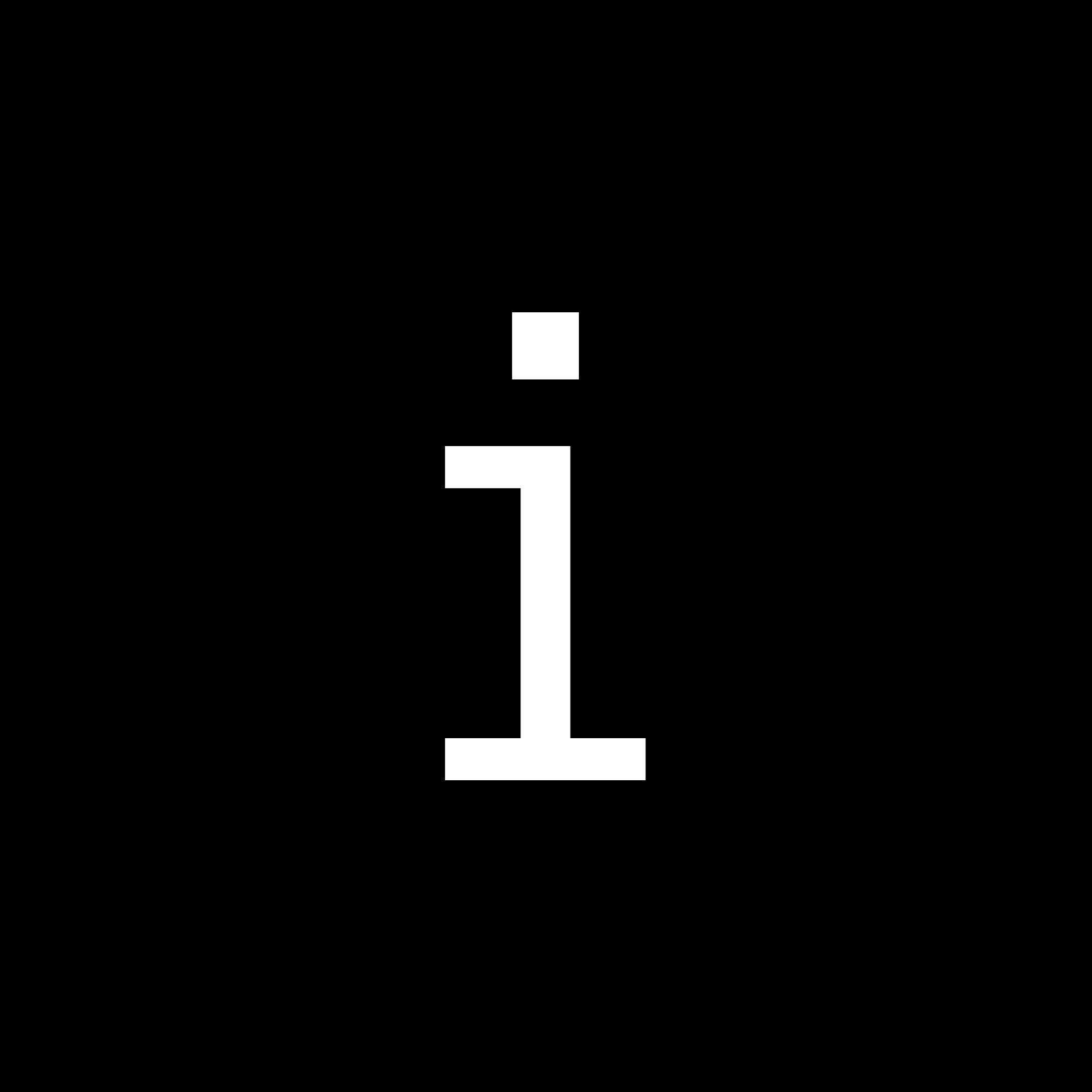
Data-ísmo

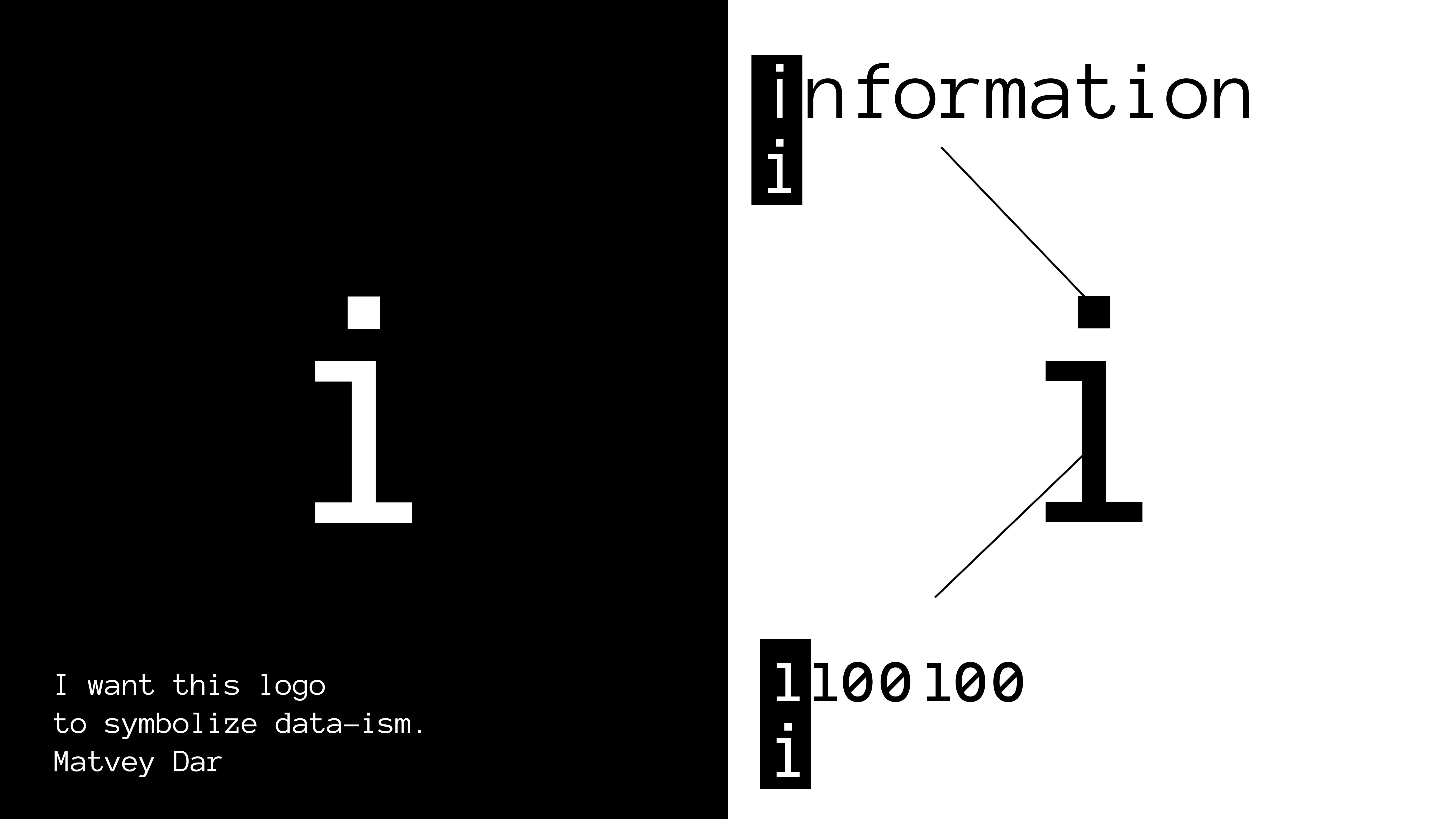

Dataísmo é um termo que tem sido usado para descrever a mentalidade ou filosofia criada pelo significado emergente de big data. Foi usado pela primeira vez por David Brooks no The New York Times em 2013. O termo foi expandido para descrever o que o historiador Yuval Harari, em seu livro Homo Deus: Uma Breve História do Amanhã de 2015, chama de ideologia emergente ou até mesmo uma nova forma de religião, na qual o "fluxo de informação" é o "valor supremo".

## História
"Se me pedissem para descrever a filosofia emergente da atualidade, diria que é o Dado-ismo", escreveu David Brooks, no New York Times, em fevereiro de 2013. Brooks argumentou que, num mundo crescentemente complexo, confiar nos dados pode reduzir as distorções cognitivas e "iluminar padrões de comportamento que ainda não tínhamos observado".
Em 2015, Steve Lohr, no seu livro "Data-ism", debruçou-se sobre as transformações que o Big Data está a operar na sociedade, utilizando o termo para descrever a Grande Revolução dos Dados.

### Desenvolvimento por Harari
No seu livro Homo Deus, de 2016, Yuval Noah Harari aprofunda a ideia de Dataísmo, enquadrando-a num contexto histórico. Argumenta que todos as estruturas políticas e sociais podem ser vistas como sistemas de processamento de dados: "O Dataísmo declara que o universo consiste em fluxos de dados e que o valor de qualquer fenómeno ou entidade é determinada pela contribuição que dá para o processamento de dados".

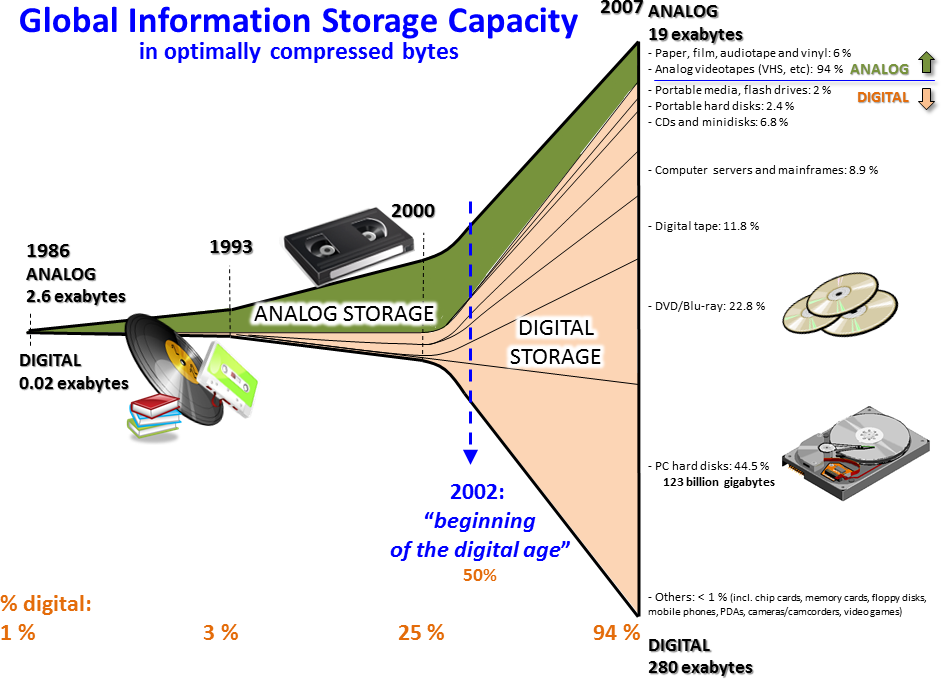
Harari expande o significado do termo: um dataísta é alguém que confia mais no Big Data (acima) e nos algoritmos de computador do que no conhecimento e sabedoria humanos.

Harari postula que "podemos interpretar a espécie humana, na sua globalidade, como sendo um sistema de processamento de dados integrado, em que cada ser humano funciona como um chip, uma unidade de processamento do sistema." Argumenta depois que toda a história da humanidade pode ser entendida como um processo de melhoria da eficiência desse sistema, pelo aumento do número e da variedade de processadores/chips do sistema (os seres humanos), pelo aumento do número de interligações entre os processadores e pelo aumento da liberdade de comunicação que flui através dessas interligações. Uma explicação condensada deste argumento pode ser lida no artigo que Harari escreveu para a Wired em 2016.
Harari afirma que o Dataísmo, tal como qualquer outra religião, tem mandamentos práticos. Um dataísta deve querer "maximizar o fluxo de dados, interligando-se cada vez mais" e acredita que a liberdade de informação é "o bem supremo". Harari afirma também que Aaron Swartz, que se suicidou em 2013, depois de ser processado por ter divulgado gratuitamente centenas de milhares de artigos científicos da base de dados online do JSTOR, poderá ser o "primeiro mártir" do Dataísmo.
Num artigo para o Financial Times, Harari argumentou que o Dataísmo representa um desafio existencial para o Humanismo, a ideologia moral dominante da atualidade, que considera que os sentimentos humanos são a fonte de autoridade no mundo: "o humanismo está agora a enfrentar um desafio existencial e a ideia de 'livre arbítrio' está a ser fortemente ameaçada... Quando os sistemas de Big Data me conhecerem melhor do que eu próprio me conheço, os seres humanos perderão poder para os algoritmos." Harari prevê que a conclusão lógica deste processo é que os seres humanos acabarão por dar aos algoritmos o poder para tomarem as decisões mais importantes das suas vidas, tais como com quem casar e que carreira profissional escolher.

## Crítica
Daniel Miessler, um especialista em segurança informática, acredita que o Dataísmo não representa um desafio tão importante para a ideologia do humanismo liberal como o que é descrito por Harari, porque os seres humanos serão, simultaneamente, capazes de acreditar na sua própria importância e na dos dados.
Harari, ele mesmo, alerta para alguns pontos de incerteza, tais como o problema da consciência, que o Dataísmo não deverá provavelmente conseguir esclarecer. Acrescenta também que os seres humanos poderão ainda vir a descobrir que os organismos não são, afinal, apenas algoritmos.
Outros analistas, tais como Terry Ortleib, refletiram sobre em que medida o Dataísmo coloca uma ameaça distópica à humanidade.